# Портрет Аделе Блох-Бауер I
Портрет Аделе Блох-Бауер I (назван и Дама у злату или Жена у злату) је слика Густава Климта, израђена између 1903. и 1907. године. Портрет је наручио супруг модела, Фердинанд Блох-Бауер, јеврејски банкар и произвођач шећера. Слику су украли нацисти 1941. године и изложили је у Аустријској галерији Белведере. Портрет је последње и најпотпуније репрезентативно дело Климтове златне фазе. Био је то први од два Климтова портрета Аделе — други је завршен 1912; ово су била два од неколико уметникових радова које је породица поседовала.
Адел је умрла 1925. године; њена жеља у тестаменту била да се Климтова дела оставе галерији Белведере, иако су она припадала Фердинанду, а не њој. Након аншлуса Аустрије од стране нацистичке Немачке, Фердинанд је побегао из Беча и отишао у Швајцарску, остављајући иза себе велики део свог богатства, укључујући своју велику колекцију уметничких дела. Слику су украли нацисти 1941. заједно са остатком Фердинандове имовине, након што је против њега подигнута оптужба за утају пореза. Имовина прикупљена од наводне продаје имовине, уметничких дела и његовог посла са шећером је компензована пореским потраживањем. Адвокат у име немачке државе дао је портрет галерији Белведере, тврдећи да следи жеље које је Адел изразила у свом тестаменту. Фердинанд је умро 1945; у његовом тестаменту је стајало да његово имање треба да припадне његовом нећаку и двема нећакињама.
1998. године Хубертус Чернин, аустријски истраживачки новинар, утврдио је да се у галерији Белведере налази неколико дела украдених од јеврејских власника у рату, и да је галерија одбила да врати уметничка дела њиховим првобитним власницима, или да призна да је дошло до крађе. Једна од Фердинандових нећака, Марија Алтман, ангажовала је адвоката Е. Рендола Шенберга да поднесе тужбу против галерије ради враћања пет Климтових дела. 2006. године, након седмогодишњег процеса, арбитражни комитет у Бечу се сложио да су ова слика, и друге, украдене од породице и да их треба вратити Алтманима. Продала је исте године за 135 милиона долара, у то време рекордну цену за слику бизнисмену и колекционару уметности Роналду Лаудеру, који је дело поставио у Neue Galerie New York, чији је суоснивач.

## Позадина

### Густав Климт
Густав Климт је рођен 1862. године у Баумгартену, близу Беча у Аустроугарској.  Похађао је бечку школу за уметност и занатство пре него што је почео да преузима наруџбине са својим братом Ернстом и колегом Францом фон Мачем 1879.  Током следеће деценије, заједно са неколико приватних наруџби портрета, сликали су унутрашње мурале и плафоне у великим јавним зградама, укључујући Burgtheater, Kunsthistorisches Museum и плафон Велике сале на Универзитету у Бечу.  
Климт је радио у Бечу током Belle Epoque, за које време је град дао „екстреман и трајан допринос историји модерне уметности“.   Током 1890-их био је под утицајем европске авангардне уметности, укључујући дела сликара Фернанда Кнопфа, Јана Торопа и Обрија Бирдслија.  Године 1897. био је један од оснивача и председник Бечке сецесије.  Климт је посебно оспорио оно што је видео као „лицемерне границе респектабилности које је поставило бечко друштво“;  према историчарки уметности Сузани Партш, он је био „enfant terrible бечке уметничке сцене, и признат као сликар лепих жена.“  До 1900. био је омиљени сликар портрета жена претежно јеврејске бечке буржоазије,   нове класе индустријалаца који су „куповали иновативну нову уметност коју су државни музеји одбацили“, наводи новинарка Ен-Мари О’Конор  .
Од 1898. Климт је почео да експериментише са стилом који је постао познат као његов византијски или златни период, када су његова дела, стилски под утицајем сецесије и покрета уметности и занатства, позлаћена златним листићима.    Климт је почео да користи злато на портрету пијанисте Џозефа Пембауера из 1890. године,  али његово прво дело које је укључивало златну тему било је Палада Атина (1898). Историчар уметности Жил Нере сматра да употреба злата на слици „подвлачи суштински еротски састојак у Климтовом погледу на свет".  Нере такође наводи да је Климт користио злато да би субјектима дао сакрални или магијски квалитет. 

### Фердинанд и Адел Блох-Бауер
Адел Бауер је била из богате јеврејске бечке породице. Њен отац је био директор седме банке по величини у Аустроугарској и генерални директор Оријенталне железнице. Крајем 1890-их Адел је упознала Климта и можда је започела везу са њим. Мишљења су подељена о томе да ли су Адел и Климт имали аферу. Уметница Кетрин Дин сматрала је да је Адел „једина дама коју је Климт сликао за коју се зна да је била његова љубавница”, док новинарка Мелиса Милер и академкиња Моника Тацков пишу да „никада није било доказа да је њихова веза била више од пријатељства". Аутор Френк Витфорд примећује да су неке од прелиминарних скица које је Климт направио за слику Пољубац приказивале мушку фигуру са брадом која је вероватно била аутопортрет, а женску партнерку Витфорд описује као „идеализован портрет Адел”. Витфорд пише да је једини доказ који је изнесен у прилог тој теорији положај десне руке жене, пошто је Адел имала унакажени прст након несреће у детињству..
Аделини родитељи су уговорили брак са Фердинандом Блохом, банкаром и произвођачем шећера; Аделина старија сестра се раније удала за Фердинандовог старијег брата.   Фердинанд је био старији од своје веренице и у време венчања у децембру 1899. она је имала 18, а он 35 година. Пар, који није имао деце, променио је презиме у Блох-Бауер.  Адел је окупљала писце, политичаре и интелектуалце у редовним салонима у њиховој кући.  
Пар је делио љубав према уметности и био покровитељ неколико уметника, сакупљајући првенствено бечке слике из деветнаестог века и модерну скулптуру. Фердинанд је такође имао страст према неокласичном порцелану, а до 1934. његова колекција је имала преко 400 комада и била је једна од најбољих на свету.  
Климт је 1901. насликао Јудиту и Олофернову главу; историчар уметности Готфрид Флидл примећује да је слика „широко позната и тумачена као Салома“.  Адел је била модел за ово дело,  и носила је високу огрлицу - чокер са великим драгуљима коју јој је дао Фердинанд, на ономе што Витфорд описује као „Климтову најеротичнију слику“.  Витфорд такође пише да слика приказује „очигледне доказе о... рогоњи “.  Године 1903. Фердинанд је купио своје прво Климтово дело од уметника, Buchenwald (Букова шума ).  

## Слика

### Припрема и извођење
Средином 1903. Фердинанд Блох-Бауер је наручио од Климта да наслика портрет његове жене; желео је да то дело поклони Аделиним родитељима као поклон за годишњицу тог октобра.  Климт је нацртао преко стотину припремних скица за портрет између 1903. и 1904.    Блох-Бауери су купили неке од скица које је направио, када су добили 16 Климтових цртежа.  У децембру 1903, заједно са колегом уметником Максимилијаном Ленцом, Климт је посетио базилику светог Виталија у Равени где је проучавао ранохришћанске византијске златне мозаике Јустинијана I и његове жене, царице Теодоре.    Ленц је касније написао да су „мозаици оставили огроман одлучујући утисак на Климта.  Климт је касније рекао да су „мозаици невероватног сјаја" за њега били „откровење".  Равенски мозаици су такође привукли пажњу других уметника који су их видели, укључујући Василија Кандинског 1911. и Клајва Бела 1914. 
Климт је предузео опсежније припреме за портрет од било којег другог дела на коме је радио.  Велики део портрета је направљен техником коришћења златних и сребрних листића, а затим додавањем украсних мотива у барељефу коришћењем геса, мешавине боје која се састоји од везива помешаног са кредом или гипсом.  Оквир за слику, прекривен златним листићима, израдио је архитекта Јозеф Хофман.  Климт је завршио дело 1907. 

### Опис
Димензије слике су 138 x 138 cm;   састављена је од уљане боје и сребрних и златних листића на платну. Портрет приказује Адел Блох-Бауер како седи на златном трону или столици, испред златне звездане позадине. Око њеног врата је иста огрлица Климт са драгуљима која је укључена у слику Јудит.   Она носи уску златну хаљину троугластог облика, сачињену од праволинијских облика.   Хаљина се на местима толико стапа у позадину да кустос музеја Јан Томпсон пише да „модел наилази готово случајно, тако да је умотан у велику геометријску шему“.   Питер Верго, који пише за Grove Art, сматра да слика „означава висину Климтовог златом опточеног начина сликања.“ 
Аделина коса, лице, деколте и руке су обојени уљем; они чине мање од дванаестине дела и, по Витфордовом мишљењу, мало говоре о карактеру модела.  За Витфорда ефекат златне позадине је да „уклони Адел Блох-Бауер са земаљске равни, трансформише тело и крв у привиђење из сна о сензуалности и самозадовољству“; он и Томсон сматрају да дело више личи на верску икону него на световни портрет.   О’Конор пише да слика „отелотворује женственост“, и стога је упоређује са Мона Лизом,  док за Милерову и Тацкову злато даје ефекат да се Адел појављује „меланхолична и рањива, неприступачно повучена, а опет занесена". 
И садашњи носилац портрета — Neue Galerie New York — и историчарка уметности Елана Шапира описују како позадина и хаљина садрже симболе који сугеришу еротику, укључујући троуглове, јаја, облике очију и бадема.    Присутни су и украсни мотиви на тему слова А и Б, иницијала модела.  Витфорд идентификује утицаје уметности Византије, Египта, Микене и Грчке, описујући да је „злато као у византијским мозаицима; очи на хаљини су египатске, поновљени намотаји и завоји микенски, док су остали украсни уређаји, на основу почетних слова имена модела, нејасно грчки“. 

## Пријем
Климт је изложио свој портрет на Међународној изложби уметности у Манхајму 1907. године, заједно са Портретом Фрице Ридлер (1906). Многи критичари су негативно реаговали на те две слике, описујући их као „зидне гротеске налик мозаику“, „бизарности“, „апсурде“ и „вулгарности“. 
1908. портрет је био изложен на Kunstschau у Бечу где је критичка реакција била помешана.  Неименовани рецензент из Wiener Allgemeine Zeitung-а описао је слику као „идол у златном светилишту“,  док је критичар Едуард Потцл описао дело као „mehr Blech als Bloch“ („више месинга него Блоха“).   Према историчару уметности Тобијасу Г. Натеру, неки критичари нису одобравали губитак индивидуалности модела, док су други „оптужили Климта да угрожава аутономију уметности“ 

## Историја и власништво

### 1912–1945
После изложбе у Kunstschau, портрет је окачен у бечкој резиденцији Блох-Бауера. Године 1912. Фердинанд је наручио другу слику своје супруге,  у којој је „потрошен еротски набој налик из 1907. године“, према Витфорду.  У фебруару 1918. Климт је доживео мождани удар и хоспитализован је; добио је упалу плућа због епидемије шпанске грознице широм света и умро је тог месеца. 
Дана 19. јануара 1923. Адел Блох-Бауер је написала тестамент. Фердинандов брат Густав, по образовању адвокат, помогао јој је да састави документ и именован је као извршилац.   Тестамент је укључивао референцу на Климтова дела у власништву пара, укључујући два њена портрета.
У фебруару 1925. Адел је умрла од менингитиса.  Убрзо након тога Густав је поднео захтев за оставину; укључио је документ у коме је стајало да је клаузула у тестаменту захтев, а не обавезујућа. Он је додао да је Фердинанд рекао да ће поштовати клаузулу, иако је он, а не Адел, законски власник слика.  Климтова дела која је Фердинанд поседовао, укључујући два портрета, премештена су у Аделину спаваћу собу као њено светилиште.  Слика је позајмљена за изложбу на Бечкој сецесији 1928. поводом десете годишњице Климтове смрти; 1934. била је изложена у Лондону у оквиру изложбе Аустрија у Лондону.  Фердинанд је 1936. дао Schloss Kammer am Attersee III Аустријској галерији Белведере; касније је набавио још једну Климтову слику, Портрет Амалије Цукеркандл (1917–1918).  Године 1937. златни портрет Аделе је позајмљен за излагање на изложби у Паризу. 
У децембру 1937. Густавова ћерка – и Фердинандова нећака – Марија, удала се за младог оперског певача Фрица Алтмана. Фердинанд јој је поклонио Аделину огрлицу са драгуљима као свадбени поклон.   Фердинанд је отишао из Беча у свој чехословачки замак у марту 1938, након аншлуса Аустрије од стране нацистичке Немачке. Те јесени, након Минхенског споразума, схватио је да није безбедан и отишао је у Париз. У септембру следеће године преселио се у неутралну Швајцарску где је живео у хотелу. У његовом одсуству нацистички режим га је лажно оптужио за утају пореза од 1,4 милиона рајхсмарака. Његова имовина је замрзнута, а у мају 1938. године издат је налог за заплену који је дозволио држави да располаже његовом имовином.  Његова фабрика шећера је конфискована и предата држави, и прошла је кроз процес аријанизације пошто су јеврејски акционари и менаџери смењени. Његова бечка резиденција постала је канцеларија немачке железничке компаније, док је његов замак у Чехословачкој после немачке окупације заузет и постао је лична резиденција СС-обергрупенфирера Рајнхарда Хајдриха.  
Као део процеса за решавање наводне утаје пореза, нацистички адвокат Фридрих Фирер је именован за администратора имања. Јануара 1939. сазвао је састанак директора музеја и галерија да би прегледали дела и означили која би желели да добију. Након што је збирка каталогизована, Адолф Хитлер је користио декрет да део колекције добије по сниженој цени.  Неколико других нацистичких вођа, укључујући Хермана Геринга, такође добија радове из збирке.   Геринг је такође користио Führervorbehalt декрет да добије огрлицу са драгуљима која је дата Марији Алтман; дао је на поклон Еми, својој жени. 
У децембру 1941. Фирер је пренео слике Портрет Аделе Блох-Бауер I и Apfelbaum I у Галерију Белведере у замену за Schloss Kammer am Attersee III, који је потом продао Густаву Уцицкију, ванбрачном Климтовом сину. У белешци уз слике стајало је да је то у складу са Аделином вољом.   Да би уклонила све референце на јеврејску тему, галерија је преименовала портрет у немачки наслов Dame in Gold (преводи се као Дама у злату). 

### 1945 – до данас
У августу 1945. Фердинанд је написао коначну вољу која је опозвала све претходне. Није помињао слике, за које је мислио да су заувек изгубљене, али је наведено да је његово цело имање остављено његовом нећаку и двема нећакињама — од којих је једна била Марија Алтман.   Фердинанд је умро у Швајцарској у новембру те године. 
Аустријска држава је 1946. године издала Закон о поништењу који је прогласио неважећим све трансакције мотивисане нацистичком дискриминацијом; сви Јевреји који су желели да уклоне уметничка дела из Аустрије били су приморани да нека своја дела дају аустријским музејима како би за друге добили дозволу за извоз.   Породица Блох-Бауер је ангажовала др Густава Ринеша, бечког адвоката, да поврати украдена уметничка дела у њихово име. Користећи записе које је произвео Фирер, пратио је већину дела до галерије Белведере, и Фирерове приватне колекције. Неколико дела је враћено у посед Блох-Бауера, али ниједна Климтова слика; да би добила неопходне извозне дозволе, породица је била принуђена да дозволи аустријској држави да задржи Häuser in Unterach am Attersee, Adele Bloch-Bauer I, Adele Bloch-Bauer II, и Apfelbaum I. Такође су били приморани да се одрекну свих потраживања на Buchenwald и Schloss Kammer am Attersee III. Галерија Белведере је своју тврдњу о задржавању Климтових дела засновала на Аделином тестаменту.  
Аустријска влада је 1998. године увела Закон о реституцији уметности,  који је поново разматрао питање уметности које су украли нацисти.  Влада је формирала комисију за реституцију која ће известити које радове треба вратити; владини архиви су отворени за истраживање порекла дела које је држала влада.   Хубертус Чернин, аустријски истраживачки новинар, спровео је опсежно истраживање у новоотвореним архивима и објавио причу о крађи уметничких дела од стране нациста; са накнадним одбијањем аустријске државе да их врати или да призна да се десила крађа, Чернин је ситуацију описао као „двоструки злочин”. 
Марија Алтман, која је тада живела у САД, ангажовала је Е. Рендола Шенберга да делује у њено име. Шенберг је био син жене са којом се дружила када су живели у Бечу.  Они су поднели захтев комисији за реституцију за враћање шест слика: Adele Bloch-Bauer I, Adele Bloch-Bauer II, Apfelbaum I, Buchenwald, Häuser in Unterach am Attersee и Amalie Zuckerkandl. Комисија је одбила захтев, поново наводећи Аделину вољу као разлог зашто су задржали радове. Одлуком комитета препоручено је да се врати 16 Климтових цртежа и 19 комада порцелана које су имали Фердинанд и Адел, а који су се још налазили у галерији Белведере, јер су били ван захтева тестамента.  
У марту 2000. Алтманова је поднела грађанску тужбу против аустријске владе за враћање слика. Она је обавештена да би трошкови подношења захтева (који се састоје од 1,2% износа у питању, плус такса за подношење пријаве) значили таксу од 1,75 милиона евра.   Да би избегли превисоке трошкове, Алтманова и Шенберг су тужили аустријску владу и галерију Белведере пред америчким судовима. Уследило је више од четири године парничења око тога да ли се случај може покренути против суверене државе пре него што се покрене пред Врховним судом у случају Република Аустрија против Алтманове.    У јуну 2004. Врховни суд је утврдио да су слике украдене и да Аустрија није имуна на тужбу од Алтмана; суд није коментарисао тренутно власништво над сликама.  
Да би се избегло враћање пред судове у, можда, дуготрајни судски процес, за арбитражу у Аустрији су се сложиле обе стране, иако су Аустријанци одбили такав потез 1999. године. Три арбитра су формирала веће, Андреас Недл, Валтер Рехбергер и Петер Румел.  Шенберг је сведочио пред њима у септембру 2005. године, а они су у јануару 2006. изрекли своју пресуду. Навели су да пет од шест дотичних слика треба вратити у посед Блох-Бауера, како је наведено у Фердинандовом тестаменту; само је Портрет Амалије Цукеркандл требало да задржи галерија.   
Након објављивања одлуке већа, галерија Белведере је објавила серију постера који су се појављивали на аутобуским стајалиштима и на подземним железничким перонима. На плакатима је писало "Ћао Адел", рекламирајући последњу прилику пре него што слика напусти земљу. Иако су неки Аустријанци позивали да држава откупи пет слика, влада је навела да би цена била превисока да би оправдала трошак.  Слике су извезене из Аустрије у марту 2006. и заједно су биле изложене у Музеју уметности округа Лос Анђелес од априла до јуна те године.  
Када је Алтманова упитана шта жели да уради са сликама, рекла је „Не бих желела да било које приватно лице купи ове слике... Веома ми је значајно да их види свако ко жели да их види, јер би то била жеља моје тетке.“  У јуну 2006. Портрет Аделе Блох-Бауер продат је Роналду Лаудеру за 135 милиона долара, у то време рекордна цена за слику. Ајлин Кинсела, уредница ARTnews-а, сматрала је да је висока цена последица неколико фактора, посебно порекла слике, све веће потражње за аустријским експресионизмом, растућих цена у свету уметности и „Лаудерове страсти и трагања за овим конкретним делом“.  Лаудер је дело поставио у Neue Galerie New York, чији је суоснивач. Слика је од тада изложена на тој локацији.   
Мајкл Кимелман, главни ликовни критичар Њујорк тајмса, био је критичан према продаји и написао је да се „Прича о правди и искупљењу после Холокауста претворила у још једну причу о лудом, опојном уметничком тржишту“.  Алтманова је о продаји рекла да није практично за њу, или њене рођаке, да задрже било коју од слика.  У новембру 2006. преостале четири Климтове слике продате су аукцијској кући Christie's. Adele Bloch-Bauer II продата за 87,9 милиона долара, Apfelbaum I за 33 милиона долара, Buchenwald за 40,3 милиона долара и Häuser in Unterach am Attersee за 31 милиона долара. Све су отишле у приватне колекције.  

## Наслеђе
Историја Портрета Аделе Блох-Бауер I и других слика преузетих од Блох-Бауерових приказана је у три документарна филма, Крађа Климта (2007), Силовање Европе (2007) и Аделина жеља (2008).  Историја слике описана је у књизи „Дама у злату: изванредна прича о ремек-делу Густава Климта, Портрет Аделе Блох-Бауер“ из 2012. године, новинарке Ен-Мари О’Конор.  Историју, као и друге приче о украденим уметничким делима, испричале су Мелиса Милер и Моника Тацков у књизи Изгубљени животи, изгубљена уметност: јеврејски колекционари, крађа нацистичке уметности и потрага за правдом, објављеној 2010.  Прича о Адел Блох-Бауер и Марији Алтман била је основа за роман Украдена лепота Лори Лико Албанезе из 2017.  Портрет је представљен у мемоарима Грегора Колинса, Случајни неговатељ, о његовој вези са Маријом Алтман, објављеном у августу 2012.  Књига је драматизована за сцену у јануару 2015.  Прича Алтманове је 2015. драматизована за филм Жена у злату са Хелен Мирен као Маријом и Рајаном Рејнолдсом као Шенбергом. 
Алтманова је умрла у фебруару 2011. у 94. години.  Шенберг је добио 54 милиона долара за продају Портрета Аделе Блох-Бауер I и 55 милиона долара за продају преостала четири слике.  Након што је донирао преко 7 милиона долара за изградњу нових просторија Музеја холокауста у Лос Анђелесу, рекао је да је "покушао да уради добре ствари са новцем".   Касније се специјализовао за реституцију уметничких дела које су опљачкали нацисти.